# کازوکی ساتو (بازیکن فوتبال، زاده ۱۹۹۳)
کازوکی ساتو (ژاپنی: 佐藤 和樹؛ زادهٔ ۱۸ مهٔ ۱۹۹۳) یک بازیکن فوتبال اهل ژاپن است.
از باشگاه‌هایی که در آن بازی کرده‌است می‌توان به باشگاه فوتبال ناگویا گرامپوس، باشگاه فوتبال میتو هولیهوک، باشگاه فوتبال کاتالر تویاما، باشگاه فوتبال ونریر هاچینوهه و باشگاه فوتبال فوکوشیما یونایتد اشاره کرد.